# Odyseja (film 1997)
Odyseja – film telewizyjny wyreżyserowany przez Rosjanina Andrieja Konczałowskiego w 1997 roku. Film powstał na podstawie Odysei, eposu Homera.

## Opis
Po wygranej wojnie trojańskiej Odyseusz, jeden z najdzielniejszych wodzów greckich, wyrusza w podróż do swej ojczystej wyspy, Itaki. Prześladowany przez Posejdona, błąka się po morzu dziesięć lat, a w tym czasie zmaga się z czarami, własnymi słabościami i nieprzychylnością bogów.

## Główne role
- Odyseusz – Armand Assante
- Penelopa – Greta Scacchi
- Antyklea – Irene Papas
- Atena – Isabella Rossellini
- Alkinoos – Jeroen Krabbé
- Tejrezjasz – Christopher Lee
- Kirke – Bernadette Peters